# Izrael a 2008. évi nyári olimpiai játékokon
Izrael a kínai Pekingben megrendezett 2008. évi nyári olimpiai játékok egyik részt vevő nemzete volt. Az országot az olimpián 12 sportágban 43 sportoló képviselte, akik összesen 1 érmet szereztek.

## Érmesek
| Érem  | Versenyző    | Sportág    | Versenyszám           |
| ----- | ------------ | ---------- | --------------------- |
| Bronz | Sahar Zubari | Vitorlázás | Férfi szörfvitorlázás |

## Atlétika
Férfi
| Versenyző      | Versenyszám    | Előfutam | Előfutam | Előfutam | Döntő   | Döntő    |
| Versenyző      | Versenyszám    | Idő      | Hely.    | Össz.    | Idő     | Helyezés |
| -------------- | -------------- | -------- | -------- | -------- | ------- | -------- |
| Itaj Magidi    | 3000 m akadály | 9:05,02  | 13.      | 37.      | kiesett | kiesett  |
| Haile Szatajin | Maraton        |          |          |          | 2:30:07 | 69.      |

| Versenyző     | Versenyszám | Selejtező | Selejtező | Döntő    | Döntő    |
| Versenyző     | Versenyszám | Eredmény  | Helyezés  | Eredmény | Helyezés |
| ------------- | ----------- | --------- | --------- | -------- | -------- |
| Niki Palli    | Magasugrás  | 220 cm    | 21.**     | kiesett  | kiesett  |
| Alex Averbukh | Rúdugrás    | 545 cm    | 28.*      | kiesett  | kiesett  |

* - egy másik versenyzővel azonos eredményt ért el

** - két másik versenyzővel azonos eredményt ért el

## Cselgáncs
Férfi
| Versenyző    | Versenyszám  | Selejtező         | 32-es főtábla                           | Nyolcaddöntő                     | Negyeddöntő       | Elődöntő          | Vigaszág első kör                  | Vigaszág negyeddöntő               | Vigaszág elődöntő              | Bronz- mérkőzés                | Döntő             | Helyezés |
| Versenyző    | Versenyszám  | Ellenfél Eredmény | Ellenfél Eredmény                       | Ellenfél Eredmény                | Ellenfél Eredmény | Ellenfél Eredmény | Ellenfél Eredmény                  | Ellenfél Eredmény                  | Ellenfél Eredmény              | Ellenfél Eredmény              | Ellenfél Eredmény | Helyezés |
| ------------ | ------------ | ----------------- | --------------------------------------- | -------------------------------- | ----------------- | ----------------- | ---------------------------------- | ---------------------------------- | ------------------------------ | ------------------------------ | ----------------- | -------- |
| Gal Jekutiel | Légsúly      |                   | Hasbátarín Cagánbátar (MGL) · 0001-0000 | Dimitri Dragin (FRA) · 0000-1000 |                   |                   | Nesztor Hergiani (GEO) · 0001-0000 | Ruszlan Kismahov (RUS) · 0001-0000 | Craig Fallon (GBR) · 0200-0101 | Ruben Houkes (NED) · 0000-1012 |                   | 5.       |
| Arik Zeevi   | Félnehézsúly |                   | Frédéric Demontfaucon (FRA) · 0010-0001 | Henk Grol (NED) · 0001-0010      |                   |                   | Luciano Corrêa (BRA) · 0001-0011   | kiesett                            | kiesett                        | kiesett                        |                   | 13.      |

Női
| Versenyző         | Versenyszám | Selejtező         | Nyolcaddöntő                    | Negyeddöntő       | Elődöntő          | Vigaszág első kör              | Vigaszág negyeddöntő | Vigaszág elődöntő | Bronz- mérkőzés   | Döntő             | Helyezés |
| Versenyző         | Versenyszám | Ellenfél Eredmény | Ellenfél Eredmény               | Ellenfél Eredmény | Ellenfél Eredmény | Ellenfél Eredmény              | Ellenfél Eredmény    | Ellenfél Eredmény | Ellenfél Eredmény | Ellenfél Eredmény | Helyezés |
| ----------------- | ----------- | ----------------- | ------------------------------- | ----------------- | ----------------- | ------------------------------ | -------------------- | ----------------- | ----------------- | ----------------- | -------- |
| Alice Schlesinger | Váltósúly   |                   | Lucie Décosse (FRA) · 0000-0011 |                   |                   | Urška Žolnir (SLO) · 0000-1001 | kiesett              | kiesett           | kiesett           |                   | 13.      |

## Kajak-kenu

### Síkvízi
Férfi
| Versenyző        | Versenyszám        | Előfutam | Előfutam | Előfutam | Elődöntő | Elődöntő | Elődöntő | Döntő   | Döntő    |
| Versenyző        | Versenyszám        | Idő      | Hely.    | Össz.    | Idő      | Hely.    | Össz.    | Idő     | Helyezés |
| ---------------- | ------------------ | -------- | -------- | -------- | -------- | -------- | -------- | ------- | -------- |
| Michael Kolganov | Kajak egyes 500 m  | 1:38,396 | 1.       | 13.      | 1:43,145 | 4.       | 10.      | kiesett | kiesett  |
| Michael Kolganov | Kajak egyes 1000 m | 3:38,207 | 5.       | 13.      | 3:43,108 | 8.       | 14.      | kiesett | kiesett  |

## Sportlövészet
Férfi
| Versenyző      | Versenyszám           | Selejtező | Selejtező | Döntő   | Döntő    |
| Versenyző      | Versenyszám           | Pont      | Helyezés  | Pont    | Helyezés |
| -------------- | --------------------- | --------- | --------- | ------- | -------- |
| Doron Egozi    | Légpuska              | 587       | 41.       | kiesett | kiesett  |
| Doron Egozi    | Sportpuska, összetett | 1155      | 36.       | kiesett | kiesett  |
| Gil Simkovitch | Sportpuska, összetett | 1153      | 38.       | kiesett | kiesett  |
| Gil Simkovitch | Sportpuska, fekvő     | 592       | 22.       | kiesett | kiesett  |
| Guy Starik     | Sportpuska, fekvő     | 594       | 12.       | kiesett | kiesett  |

## Szinkronúszás
| Versenyző                      | Versenyszám | Technikai gyakorlat | Technikai gyakorlat | Selejtező        | Selejtező        | Selejtező  | Selejtező  | Döntő            | Döntő            | Döntő      | Döntő      | Helyezés |
| Versenyző                      | Versenyszám | Technikai gyakorlat | Technikai gyakorlat | Szabad gyakorlat | Szabad gyakorlat | Összesítés | Összesítés | Szabad gyakorlat | Szabad gyakorlat | Összesítés | Összesítés | Helyezés |
| Versenyző                      | Versenyszám | Pont                | Hely.               | Pont             | Hely.            | Pont       | Hely.      | Pont             | Hely.            | Pont       | Hely.      | Helyezés |
| ------------------------------ | ----------- | ------------------- | ------------------- | ---------------- | ---------------- | ---------- | ---------- | ---------------- | ---------------- | ---------- | ---------- | -------- |
| Anastasia Gloushkov Inna Joffe | Páros       | 43,583              | 15.                 | 43,334           | 16.              | 86,917     | 15.        | kiesett          | kiesett          | kiesett    | kiesett    | 15.      |

## Taekwondo
Női
| Versenyző       | Versenyszám | Nyolcaddöntő               | Negyeddöntő       | Elődöntő          | Vigaszág elődöntő | Bronz- mérkőzés   | Döntő             | Helyezés |
| Versenyző       | Versenyszám | Ellenfél Eredmény          | Ellenfél Eredmény | Ellenfél Eredmény | Ellenfél Eredmény | Ellenfél Eredmény | Ellenfél Eredmény | Helyezés |
| --------------- | ----------- | -------------------------- | ----------------- | ----------------- | ----------------- | ----------------- | ----------------- | -------- |
| Bat-El Gatterer | Pehelysúly  | Martina Zubčić (CRO) · 3-4 | kiesett           | kiesett           |                   |                   |                   | 11.      |

## Tenisz
Férfi
| Versenyző               | Versenyszám | 64-es főtábla     | 32-es főtábla                                                    | Nyolcaddöntő      | Negyeddöntő       | Elődöntő          | Bronz- mérkőzés   | Döntő             | Helyezés |
| Versenyző               | Versenyszám | Ellenfél Eredmény | Ellenfél Eredmény                                                | Ellenfél Eredmény | Ellenfél Eredmény | Ellenfél Eredmény | Ellenfél Eredmény | Ellenfél Eredmény | Helyezés |
| ----------------------- | ----------- | ----------------- | ---------------------------------------------------------------- | ----------------- | ----------------- | ----------------- | ----------------- | ----------------- | -------- |
| Jónátán Erlich Andi Rám | Páros       |                   | Franciaország (FRA) · Arnaud Clément · Michaël Llodra · 4-6, 4-6 | kiesett           | kiesett           | kiesett           | kiesett           | kiesett           | 17.      |

Női
| Versenyző                 | Versenyszám | 64-es főtábla                          | 32-es főtábla                                             | Nyolcaddöntő      | Negyeddöntő       | Elődöntő          | Bronz- mérkőzés   | Döntő             | Helyezés |
| Versenyző                 | Versenyszám | Ellenfél Eredmény                      | Ellenfél Eredmény                                         | Ellenfél Eredmény | Ellenfél Eredmény | Ellenfél Eredmény | Ellenfél Eredmény | Ellenfél Eredmény | Helyezés |
| ------------------------- | ----------- | -------------------------------------- | --------------------------------------------------------- | ----------------- | ----------------- | ----------------- | ----------------- | ----------------- | -------- |
| Cipórá Obzíler            | Egyes       | Marija Koritceva (UKR) · 7-5, 5-7, 4-6 | kiesett                                                   | kiesett           | kiesett           | kiesett           | kiesett           | kiesett           | 33.      |
| Sahar Peér                | Egyes       | Sorana Cîrstea (ROU) · 6-3, 5-7, 6-0   | Vera Zvonarjova (RUS) · 3-6, 6-7                          | kiesett           | kiesett           | kiesett           | kiesett           | kiesett           | 17.      |
| Cipórá Obzíler Sahar Peér | Páros       |                                        | Argentína (ARG) · Gisela Dulko · Betina Jozami · 3-6, 2-6 | kiesett           | kiesett           | kiesett           | kiesett           | kiesett           | 17.      |

## Torna
Férfi
| Versenyző          | Versenyszám      | Selejtező | Selejtező | Döntő    | Döntő    |
| Versenyző          | Versenyszám      | Pontszám  | Helyezés  | Pontszám | Helyezés |
| ------------------ | ---------------- | --------- | --------- | -------- | -------- |
| Aleksandr Shatilov | Talaj            | 15,600    | 8.        | 14,125   | 8.       |
| Aleksandr Shatilov | Ugrás            | 15,575    |           | kiesett  | kiesett  |
| Aleksandr Shatilov | Korlát           | 14,500    | 63.       | kiesett  | kiesett  |
| Aleksandr Shatilov | Nyújtó           | 14,225    | 54.       | kiesett  | kiesett  |
| Aleksandr Shatilov | Gyűrű            | 14,075    | 58.       | kiesett  | kiesett  |
| Aleksandr Shatilov | Lólengés         | 13,825    | 51.       | kiesett  | kiesett  |
| Aleksandr Shatilov | Egyéni összetett | 87,800    | 29.       | kiesett  | kiesett  |

### Ritmikus gimnasztika
| Versenyző      | Versenyszám | Selejtező | Selejtező | Selejtező | Selejtező | Selejtező | Selejtező | Selejtező | Selejtező | Selejtező | Selejtező | Döntő   | Döntő   | Döntő   | Döntő   | Döntő    | Döntő    | Döntő   | Döntő   | Döntő    | Döntő    | Helyezés |
| Versenyző      | Versenyszám | Kötél     | Kötél     | Karika    | Karika    | Buzogány  | Buzogány  | Szalag    | Szalag    | Összesen  | Összesen  | Kötél   | Kötél   | Karika  | Karika  | Buzogány | Buzogány | Szalag  | Szalag  | Összesen | Összesen | Helyezés |
| Versenyző      | Versenyszám | Pont      | Hely.     | Pont      | Hely.     | Pont      | Hely.     | Pont      | Hely.     | Pont      | Hely.     | Pont    | Hely.   | Pont    | Hely.   | Pont     | Hely.    | Pont    | Hely.   | Pont     | Hely.    | Helyezés |
| -------------- | ----------- | --------- | --------- | --------- | --------- | --------- | --------- | --------- | --------- | --------- | --------- | ------- | ------- | ------- | ------- | -------- | -------- | ------- | ------- | -------- | -------- | -------- |
| Irina Risenzon | Egyéni      | 16,800    | 9.        | 17,100    | 8.        | 17,125    | 8.        | 16,825    | 9.        | 67,850    | 8.        | 16,350  | 9.      | 17,025  | 8.      | 16,850   | 9.       | 16,550  | 9.      | 66,775   | 9.       | 9.       |
| Neta Rivkin    | Egyéni      | 16,500    | 12.       | 16,825    | 10.       | 16,450    | 13.       | 16,100    | 15.       | 65,875    | 14.       | kiesett | kiesett | kiesett | kiesett | kiesett  | kiesett  | kiesett | kiesett | kiesett  | kiesett  | 14.      |

| Versenyző                                                                            | Versenyszám | Selejtező | Selejtező | Selejtező              | Selejtező              | Selejtező | Selejtező | Döntő   | Döntő   | Döntő                  | Döntő                  | Döntő    | Döntő    | Helyezés |
| Versenyző                                                                            | Versenyszám | 5 kötél   | 5 kötél   | 3 karika és 2 buzogány | 3 karika és 2 buzogány | Összesen  | Összesen  | 5 kötél | 5 kötél | 3 karika és 2 buzogány | 3 karika és 2 buzogány | Összesen | Összesen | Helyezés |
| Versenyző                                                                            | Versenyszám | Pont      | Hely.     | Pont                   | Hely.                  | Pont      | Hely.     | Pont    | Hely.   | Pont                   | Hely.                  | Pont     | Hely.    | Helyezés |
| ------------------------------------------------------------------------------------ | ----------- | --------- | --------- | ---------------------- | ---------------------- | --------- | --------- | ------- | ------- | ---------------------- | ---------------------- | -------- | -------- | -------- |
| Olena Dvornichenko Katia Pisetsky Maria Savenkov Rahel Vigdozchik Veronika Vitenberg | Csapat      | 15,300    | 11.       | 16,225                 | 6.                     | 31,525    | 7.        | 16,050  | 7.      | 16,050                 | 6.                     | 32,100   | 6.       | 6.       |

## Úszás
Férfi
| Versenyző     | Versenyszám    | Előfutam | Előfutam | Előfutam | Elődöntő | Elődöntő | Elődöntő | Döntő   | Döntő    |
| Versenyző     | Versenyszám    | Idő      | Hely.    | Össz.    | Idő      | Hely.    | Össz.    | Idő     | Helyezés |
| ------------- | -------------- | -------- | -------- | -------- | -------- | -------- | -------- | ------- | -------- |
| Guy Barnea    | 100 m hát      | 54,50    | 4.       | 15.      | 54,93    | 8.       | 16.      | kiesett | kiesett  |
| Tom Beeri     | 100 m mell     | 1:02,42  | 4.       | 42.*     | kiesett  | kiesett  | kiesett  | kiesett | kiesett  |
| Tom Beeri     | 200 m mell     | 2:11,44  | 2.       | 20.      | kiesett  | kiesett  | kiesett  | kiesett | kiesett  |
| Itaj Hamma    | 200 m hát      | 2:00,93  | 1.       | 27.      | kiesett  | kiesett  | kiesett  | kiesett | kiesett  |
| Alon Mandel   | 100 m pillangó | 52,99    | 2.       | 36.      | kiesett  | kiesett  | kiesett  | kiesett | kiesett  |
| Alon Mandel   | 200 m pillangó | 1:59,27  | 4.       | 28.      | kiesett  | kiesett  | kiesett  | kiesett | kiesett  |
| Gal Nevo      | 200 m vegyes   | 1:59,66  | 1.       | 12.      | 2:00,43  | 7.       | 13.      | kiesett | kiesett  |
| Gal Nevo      | 400 m vegyes   | 4:14,03  | 4.       | 11.      |          |          |          | kiesett | kiesett  |
| Nimrod Sapira | 100 m gyors    | 49,10    | 2.       | 26.      | kiesett  | kiesett  | kiesett  | kiesett | kiesett  |
| Nimrod Sapira | 200 m gyors    | 1:47,78  | 1.       | 15.      | 1:48,16  | 8.       | 15.      | kiesett | kiesett  |

Női
| Versenyző        | Versenyszám    | Előfutam | Előfutam | Előfutam | Elődöntő | Elődöntő | Elődöntő | Döntő   | Döntő    |
| Versenyző        | Versenyszám    | Idő      | Hely.    | Össz.    | Idő      | Hely.    | Össz.    | Idő     | Helyezés |
| ---------------- | -------------- | -------- | -------- | -------- | -------- | -------- | -------- | ------- | -------- |
| Anya Gostomelsky | 50 m gyors     | 25,23    | 1.       | 19.      | kiesett  | kiesett  | kiesett  | kiesett | kiesett  |
| Anya Gostomelsky | 100 m gyors    | 55,18    | 2.       | 22.      | kiesett  | kiesett  | kiesett  | kiesett | kiesett  |
| Anya Gostomelsky | 100 m hát      | 1:01,87  | 2.       | 25.      | kiesett  | kiesett  | kiesett  | kiesett | kiesett  |
| Anya Gostomelsky | 100 m pillangó | 59,50    | 4.       | 36.      | kiesett  | kiesett  | kiesett  | kiesett | kiesett  |

* - egy másik versenyzővel azonos időt ért el

## Vitorlázás
Férfi
| Versenyző             | Versenyszám     | Futam | Futam | Futam | Futam | Futam | Futam | Futam | Futam | Futam | Futam | Futam | Pontszám | Helyezés |
| Versenyző             | Versenyszám     | 1     | 2     | 3     | 4     | 5     | 6     | 7     | 8     | 9     | 10    | É     | Pontszám | Helyezés |
| --------------------- | --------------- | ----- | ----- | ----- | ----- | ----- | ----- | ----- | ----- | ----- | ----- | ----- | -------- | -------- |
| Sahar Zubari          | Szörfvitorlázás | 1     | 3     | 1     | 3     | 17    | 6     | 19    | 18    | 1     | 4     | 4     | 58       |          |
| Gideon Kliger Udi Gal | 470-es osztály  | 13    | 16    | 13    | 14    | 30    | 11    | 15    | 2     | 12    | 12    | -     | 108      | 14.      |

Női
| Versenyző                   | Versenyszám     | Futam | Futam | Futam | Futam | Futam | Futam | Futam | Futam | Futam | Futam | Futam | Pontszám | Helyezés |
| Versenyző                   | Versenyszám     | 1     | 2     | 3     | 4     | 5     | 6     | 7     | 8     | 9     | 10    | É     | Pontszám | Helyezés |
| --------------------------- | --------------- | ----- | ----- | ----- | ----- | ----- | ----- | ----- | ----- | ----- | ----- | ----- | -------- | -------- |
| Maajan Davidovich           | Szörfvitorlázás | 13    | 9     | 20    | 9     | 13    | 14    | 16    | 4     | 9     | 10    | 14    | 111      | 10.      |
| Nufar Edelman               | Laser radial    | 25    | 12    | 3     | 15    | 25    | 11    | 9     | 19    | 17    |       | -     | 111      | 16.      |
| Nike Kornecki Vered Buskila | 470-es osztály  | 8     | 13    | 1     | 2     | 8     | 19    | 3     | 1     | 11    | 15    | 4     | 66       | 4.       |

É - éremfutam

## Vívás
Férfi
| Versenyző | Versenyszám | Selejtező         | 32-es főtábla              | Nyolcaddöntő      | Negyeddöntő       | Elődöntő          | Bronz- mérkőzés   | Döntő             | Helyezés |
| Versenyző | Versenyszám | Ellenfél Eredmény | Ellenfél Eredmény          | Ellenfél Eredmény | Ellenfél Eredmény | Ellenfél Eredmény | Ellenfél Eredmény | Ellenfél Eredmény | Helyezés |
| --------- | ----------- | ----------------- | -------------------------- | ----------------- | ----------------- | ----------------- | ----------------- | ----------------- | -------- |
| Tomer Or  | Tőr, egyéni |                   | Josh McGuire (CAN) · 10-11 | kiesett           | kiesett           | kiesett           | kiesett           | kiesett           | 17.      |

Női
| Versenyző     | Versenyszám       | Selejtező         | 32-es főtábla                      | Nyolcaddöntő      | Negyeddöntő       | Elődöntő          | Bronz- mérkőzés   | Döntő             | Helyezés |
| Versenyző     | Versenyszám       | Ellenfél Eredmény | Ellenfél Eredmény                  | Ellenfél Eredmény | Ellenfél Eredmény | Ellenfél Eredmény | Ellenfél Eredmény | Ellenfél Eredmény | Helyezés |
| ------------- | ----------------- | ----------------- | ---------------------------------- | ----------------- | ----------------- | ----------------- | ----------------- | ----------------- | -------- |
| Delila Hatuel | Tőr, egyéni       |                   | Viktorija Nyikisina (RUS) · 9-10   | kiesett           | kiesett           | kiesett           | kiesett           | kiesett           | 19.      |
| Noam Mills    | Párbajtőr, egyéni |                   | Laura Flessel-Colovic (FRA) · 8-15 | kiesett           | kiesett           | kiesett           | kiesett           | kiesett           | 22.      |